# Parres
Parres település Spanyolországban, Asztúria autonóm közösségben. Parres Piloña, Colunga, Caravia, Ribadesella, Cangas de Onís, Amieva és Ponga községekkel határos. Lakosainak száma 5152 fő (2024).

## Népesség
A település népessége az utóbbi években az alábbiak szerint változott:
| Lakosok száma | 5555 | 5705 | 5725 | 5842 | 5699 | 5590 | 5389 | 5336 | 5233 | 5152 |
|               | 2001 | 2004 | 2007 | 2009 | 2012 | 2014 | 2017 | 2019 | 2022 | 2024 |